# مدیریت درد
مدیریت درد (به انگلیسی: Pain management) یا پزشکی درد یکی از تخصص‌های پزشکی است که در آن از مجموعه‌ای از تکنیک‌ها برای تشخیص و درمان اختلالات درد در کلینیک‌های درد استفاده می‌کنند. ارزیابی‌های درد اغلب شامل گرفتن تاریخچهٔ شخصی و خانوادگی پزشکی، ارزیابی شیوهٔ زندگی بیمار (مثلاً سطح فعالیت)، بازبینی آزمایش‌های قبلی (مانند آزمایش خون، آزمایش‌های تصویربرداری) و انجام معاینهٔ فیزیکی است. درمان درد بستگی به علت دارد. برخی از درمان‌ها برای کاهش درد و برخی از آنها برای کمک به بیماران برای کنترل درد طراحی شده‌اند. روش‌های مورد استفاده برای کاهش درد عبارتند از:
- دستگاه‌های ایمپلنت
- تزریق
- تجویز داروها
- بلوک‌های عصبی
- فیزیوتراپی
- جراحی باز یا بسته (به عنوان مثال، جایگزین مفصل، جراحی ستون فقرات، جراحی عصب محیطی)[۱]